# Castlewood (South Dakota)
Castlewood is een plaats (city) in de Amerikaanse staat South Dakota, en valt bestuurlijk gezien onder Hamlin County.

## Demografie
Bij de volkstelling in 2000 werd het aantal inwoners vastgesteld op 666.
In 2006 is het aantal inwoners door het United States Census Bureau geschat op 668, een stijging van 2 (0,3%).

## Geografie
Volgens het United States Census Bureau beslaat de plaats een oppervlakte van
2,9 km², geheel bestaande uit land. Castlewood ligt op ongeveer 544 m boven zeeniveau.

## Plaatsen in de nabije omgeving
De onderstaande figuur toont nabijgelegen plaatsen in een straal van 24 km rond Castlewood.